# Sophronica rufipennis
Sophronica rufipennis är en skalbaggsart som beskrevs av Aurivillius 1928. Sophronica rufipennis ingår i släktet Sophronica och familjen långhorningar.
Artens utbredningsområde är:
- Kenya.
- Zimbabwe.

Inga underarter finns listade i Catalogue of Life.